# Central Reservation
Central Reservation è il secondo album in studio della cantautrice inglese Beth Orton, pubblicato il 9 marzo 1999. L'album conteneva contributi del musicista folk Terry Callier (con il quale ha anche registrato il lato b Lean on Me), il Dr. Robert e Ben Harper. Numerose tracce sono state prodotte anche da Ben Watt di Everything but the Girl.

## L'album
Central Reservation ha ricevuto il plauso della critica e ha procurato a Orton una seconda nomination al Mercury Music Prize, e ha vinto il premio come migliore donna britannica ai BRIT Music Awards 2000.
Central Reservation è stato pubblicato il 9 marzo 1999 su Heavenly Records. Raggiunse il numero 17 nella classifica degli album del Regno Unito e rimase in classifica per otto settimane. È andato al numero 34 nella classifica degli album ARIA in Australia, numero 35 nella classifica degli album in Nuova Zelanda e numero 110 nella classifica Billboard 200 negli Stati Uniti. È andato anche al numero due della classifica degli album dei Heatseeker statunitensi. Nel 2002 aveva venduto 244 000 copie negli Stati Uniti. Il primo singolo dell'album fu Stolen Car, che fu pubblicato il 13 marzo 1999 e raggiunse il numero 34 nella UK Singles Chart. Central Reservation, il secondo singolo, ha raggiunto il numero 37 nella UK Singles Chart.
Il 30 giugno 2014, l'etichetta discografica indipendente britannica 3 Loop Music ha ri-pubblicato Central Reservation come 2CD Expanded Edition che includeva b-side, demo originali e registrazioni dal vivo.

## Critica
L'album ha ricevuto recensioni generalmente positive dalla critica. Jason Ankeny di AllMusic ha dato all'album una valutazione di 4,5 stelle su 5 e lo ha definito "sbalorditivo".
Orton ha vinto il premio British Female Solo ai BRIT Awards 2000. L'album è incluso nel libro 1001 Album You Must Hear Before You Die.
L'album è classificato al numero 982 in All-Time Top 1000 Albums (3ª edizione, 2000)..

## Tracce
1. Stolen Car – 5:26
2. Sweetest Decline – 5:40
3. Couldn't Cause Me Harm – 4:48
4. So Much More – 5:41
5. Pass in Time – 7:17
6. Central Reservation – 4:50
7. Stars All Seem To Weep – 4:39
8. Love Like Laughter – 3:06
9. Blood Red River – 4:15
10. Devil Song – 5:04
11. Feel To Believe – 4:02
12. Central Reservation (The Then Again Version) – 4:00